# Леутфред I
Леутфред I (д/н — після 587) — герцог Алеманії в 570—587 роках.

## Життєпис
Ймовірно був сином Леутарія I, герцога Алеманії. У 570 році поставлено франкським королем Сігібертом I герцогом частини Алеманії. Ймовірнобрав участь уборотьбіза Нейстрії у складівійськ сігіберта I .також діявпроти Тюрингії. У 587 році позбавлений влади королем Хільдебертом II. Причини цього невідомі: можливоза участь узаколотіабо змові, зокремаз Гарібальдом I, герцогом баварії. Подальша доля Леутфреда невіжома. Новим алеманським герцогом став Унцилін.